# Chienne de vie (Les Simpson)
Pour les articles homonymes, voir Chienne de vie.
Chienne de vie (France) ou La Mort d'un chien (Québec) (Dog of Death) est le 19e épisode de la saison 3 de la série télévisée d'animation Les Simpson.

## Synopsis
Lorsque la cagnotte du loto de Springfield atteint 130 millions de dollars, tous les habitants se ruent sur les tickets, espérant gagner le gros lot. Homer, sûr de son coup, achète à lui seul 50 billets, mais c'est finalement le présentateur de la télévision — déjà riche — Kent Brockman qui gagne l'argent. Après cette mauvaise nouvelle, Abraham fait remarquer que le « chien est mort ». Il s'avère en fait, après une visite chez le vétérinaire, que Petit Papa Noël subit un retournement d'estomac, et que l'opération qui permettrait de le sauver coûte 750 $.
Homer refuse tout d'abord de payer, mais la famille Simpson, sous l'influence de Bart, décide qu'ils sont prêts à faire des économies et font opérer le chien. Petit Papa Noël s'en sort bien ! Tout se passe d'abord très bien, mais rapidement les Simpson regrettent de devoir faire toutes ces économies et se montrent désagréables avec Petit Papa Noël qui, se sentant mal-aimé, décide de quitter la maison. Au matin, toute la famille affolée le recherche en vain dans le quartier.